# Visay Phaphouvanin
Visay Phaphouvanin, né le 12 juin 1985 à Vientiane au Laos, est un footballeur international laotien qui évolue au poste d'attaquant au Lao Police FC, en Lao Premier League. Il détient le record de sélections de son pays et il est le meilleur buteur du Laos.
Il compte 51 sélections pour 18 buts en équipe nationale entre 2002 et 2013.

## Biographie

### Carrière internationale
Visay Phaphouvanin est convoqué pour la première fois par le sélectionneur national Soutsakhone Oudomphet pour un match de la Tiger Cup face à la Thaïlande le 18 décembre 2002. Lors de sa première sélection, il marque son premier but en sélection (défaite 5-1). Lors de sa deuxième sélection, le 20 décembre 2002 contre Singapour, il marque son deuxième but (défaite 2-1) et deux jours plus tard, il marque son troisième but lors d'un match nul contre la Malaisie (1-1). 
Visay Phaphouvanin est le joueur le plus capé (51 sélections) de la sélection laotienne de football et aussi le meilleur buteur de l'histoire du Laos (18 réalisations). Il est le capitaine de l'équipe du Laos.

## Palmarès
- Avec le Vientiane FC : 
  - Champion du Laos en 2005 et 2006
  - Vainqueur de la Coupe du Laos en 2004

- Avec le Lao Police FC : 
  - Vainqueur de la Coupe du Laos en 2014

## Statistiques

### Buts en sélection
Le tableau suivant liste tous les buts inscrits par Visay Phaphouvanin avec l'équipe du Laos.